# Adolphe-Frédéric de Mecklembourg
Adolphe-Frédéric de Mecklembourg, duc de Mecklembourg-Schwerin, né le 10 octobre 1873 à Schwerin et mort le 5 août 1969 à Eutin, est un membre de la maison grand-ducale de Mecklembourg-Schwerin qui exerça notamment les fonctions de gouverneur du Togo, explorateur d'Afrique. Il a été choisi pour régner sur le duché balte uni ; il a été le président du Comité national olympique allemand entre 1949 et 1951.
Il est notamment le frère du grand-duc Frédéric-François III de Mecklembourg-Schwerin, du duc Jean-Albert de Mecklembourg  et du duc Henri, époux de la reine Wilhelmine des Pays-Bas.

## Biographie
Adolphe-Frédéric est le troisième fils issu du troisième mariage du grand-duc Frédéric-François II de Mecklembourg-Schwerin et la princesse Marie-Caroline de Schwarzbourg-Rudolstadt.
Il dirige en 1907-1908 une expédition scientifique dans les graben d'Afrique centrale et traverse l'Afrique d'est en ouest. Il reçoit en 1908 la médaille Eduard Vogel de la société de géographie de Leipzig. La collection d'insectes qu'il a rapportée se trouve au musée d'histoire naturelle de Berlin et au muséum Senckenberg de Francfort.
En 1910-1911, il organise une expédition au lac Tchad (dont fait partie Arnold Schultze) et le long des rivières affluents du Congo, jusqu'au Nil, dans le Soudan actuel. Il explore avec ses compagnons la forêt vierge et les affluents du fleuve Congo. Une partie du groupe se dirige ensuite vers le Bahr el-Ghazal, tandis que l'autre poursuit l'exploration jusqu'au sud du Cameroun et les îles du golfe de Guinée. Ces épisodes sont relatés dans Vom Kongo zum Niger und Nil (Du Congo, jusqu'au Niger et au Nil) qui remporta un grand succès.
Adolphe-Frédéric de Mecklembourg est le dernier gouverneur allemand du Togo, en Afrique occidentale allemande, de 1912 à 1914. Il est invité officiellement pendant les festivités de l'indépendance du pays en 1960. Après la Première Guerre mondiale qui ôte à l'Allemagne ses colonies, il devient vice-président de la compagnie coloniale allemande d'Afrique du sud-ouest, dont son frère Jean-Albert est le président de 1895 à 1920.
Pendant la Grande Guerre, Adolphe-Frédéric de Mecklembourg sert sur les fronts de l'Ouest et balkanique, où il sert avec le grade de colonel dans divers postes de commandement. Il participe à la conquête de la Serbie ce qui lui vaut d'être décoré de la Croix de fer de première classe. Au printemps 1916, le colonel Adolf Friedrich zu Mecklenburg est nommé chef de la mission militaire germano-perse. Le duc et sa troupe de 144 hommes se rendent à Mossoul au début d'avril 1916. Cependant, la coopération avec les Turcs s'avère difficile, le général et commandant de la sixième armée ottomane, Halil Pacha, se méfiant de l'ancien gouverneur du Togo. Adolf Friedrich demande son rappel au début de juin 1916. 

Lorsque par le traité de Brest-Litovsk la nouvelle Russie bolchévique renonce aux possessions de l'ancien Empire russe dans les pays baltes (gouvernement de Livonie, gouvernement de Courlande, gouvernement d'Estland et gouvernement de Vilna), l'Empire allemand, qui parraine l'indépendance de ces contrées, décide de la formation d'un duché balte uni le 22 septembre 1918, et choisit le duc Adolphe-Frédéric pour en devenir le nouveau chef d'État. La fin de la guerre et la défaite allemande empêchent donc le duc de concrétiser ce projet qui n'était reconnu que par l'Allemagne.
Adolphe-Frédéric de Mecklembourg fait partie du comité international olympique de 1926 à 1956 et devient le premier président du comité olympique allemand, de 1949 à 1951.

## Famille

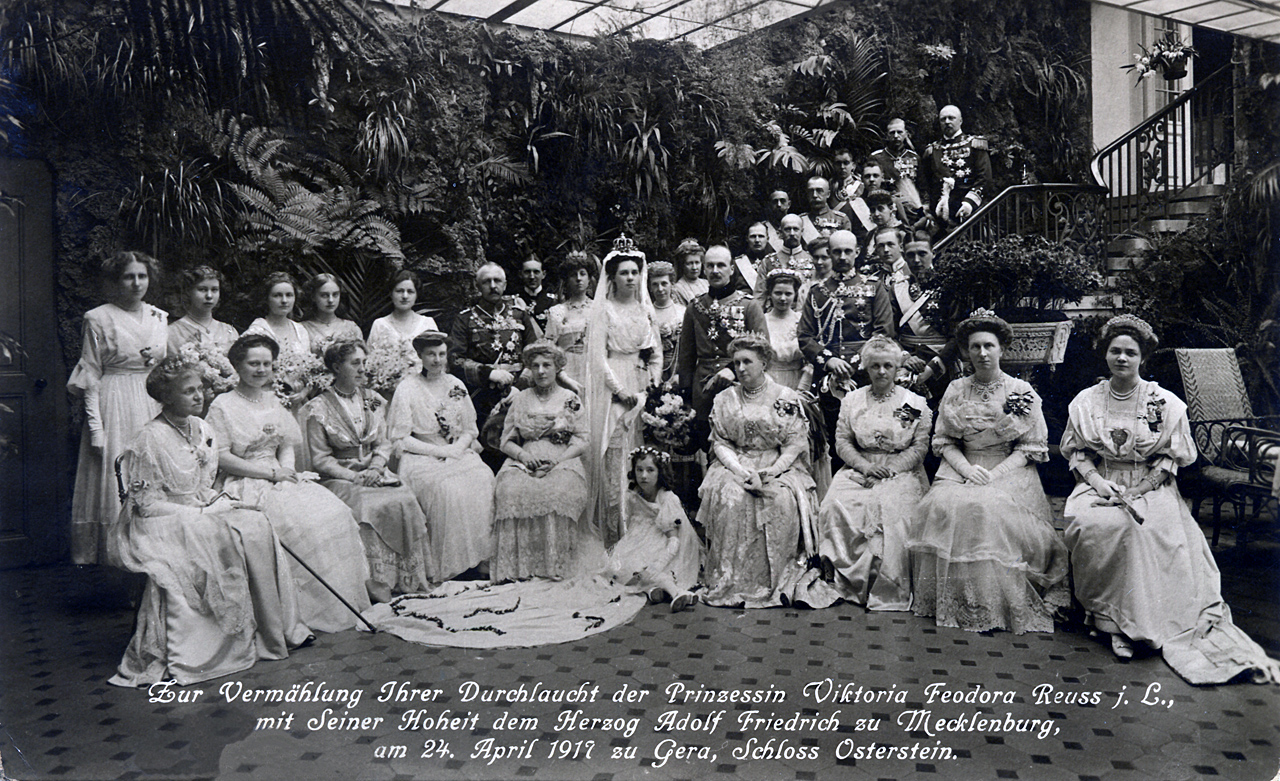
Mariage du duc avec la princesse Viktoria-Theodora de Reuss à Gera, au château d'Osterstein, le 24 avril 1917

Le duc Adolphe-Frédéric de Mecklembourg s'est marié deux fois, la première fois en 1917 avec la princesse Viktoria de Reuss-Schleiz qui meurt un jour après avoir donné le jour à leur fille unique Woizlawa Feodora (18 décembre 1918-3 juin 2019), et la seconde fois avec la veuve de son demi-frère Jean-Albert, née princesse Elisabeth de Stolberg-Rossla, le 15 octobre 1924. Cette dernière meurt en 1969, quelques semaines après Adolphe-Frédéric, au château d'Eutin.

## Œuvres

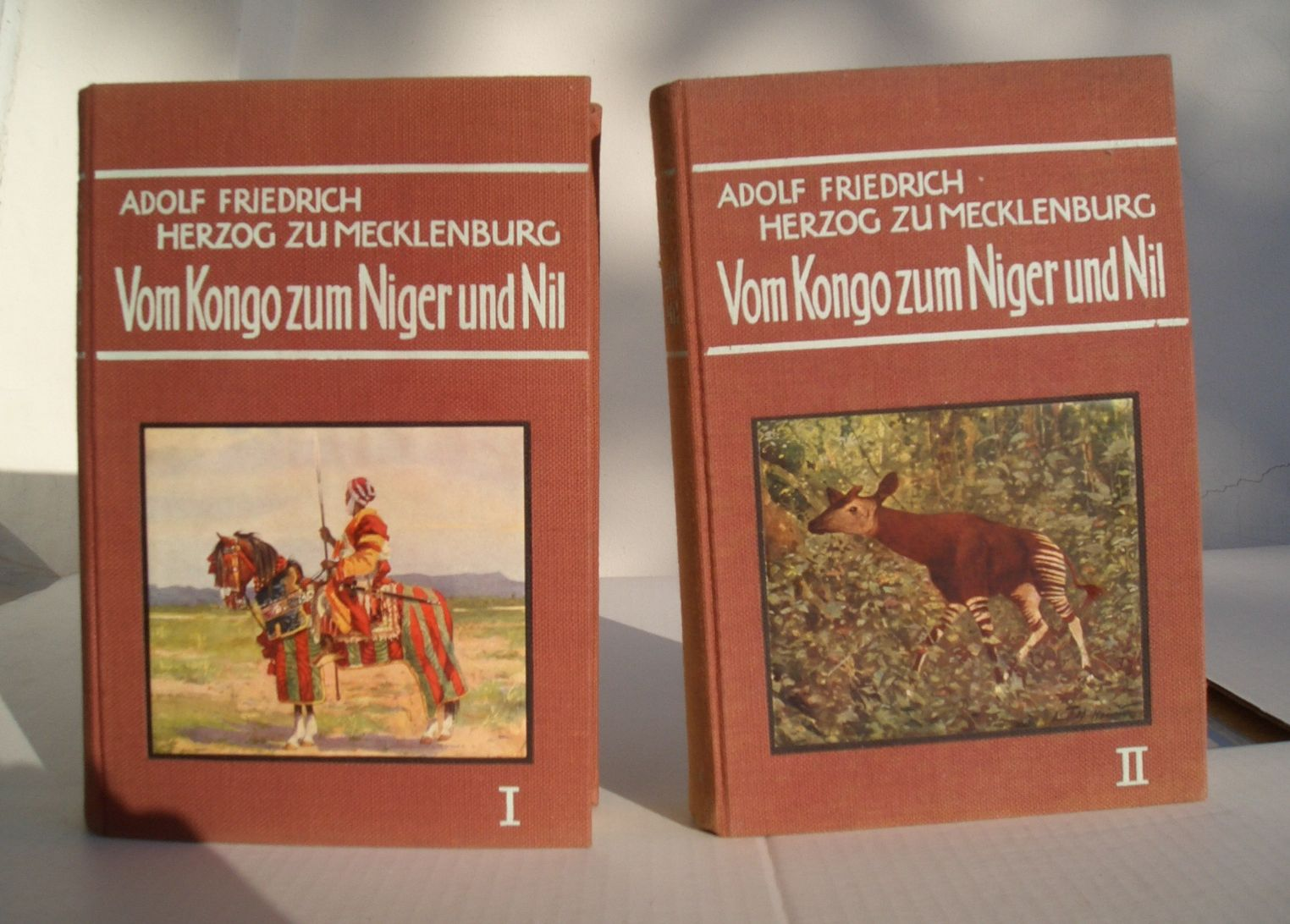
Éditions des œuvres du duc

- (de) Ins innerste Afrikas, Leipzig, 1909
- (de) Vom Kongo zum Niger und Nil, Leipzig, Brockhaus, 1912
- (de) Wissenschaftliche Erlebnisse der Deutschen Zentral-Afrika-Expedition unter Führung Adolf Friedrichs, Herzog zu Mecklenburg, Leipzig, 1922